# Joseph Deleuze

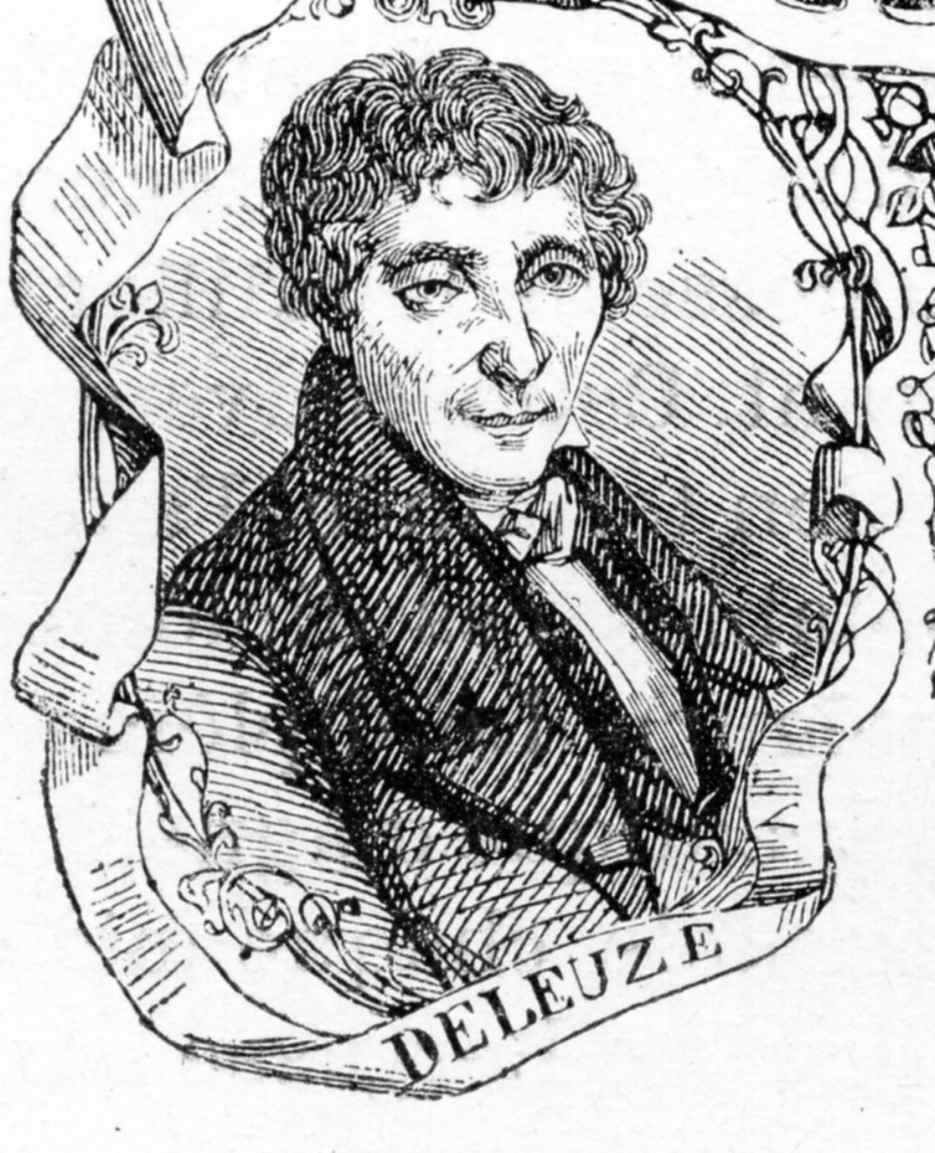
Joseph Deleuze
(bron: Mesmer et son secret door Jean Vinchon)

Joseph Philippe François Deleuze (Sisteron, 1753 - Parijs, 1835) was een Frans botanicus en magnetiseur.
Na een studie in Parijs kreeg hij een positie bij  het Muséum national d'histoire naturelle aldaar, waar hij uiteindelijk bibliothecaris werd. Hij werkte samen met botanicus Jussieu. Het bekendst is hij echter als pleitbezorger van het dierlijk magnetisme of mesmerisme.
Zoals zijn voorgangers geloofde hij in een magnetisch fluïdum, maar hij was ervan overtuigd dat dit onvoldoende was om een genezing door middel van magnetisme te bereiken. Volgens hem was de wil om het fluïdum door te geven essentieel.
- Bibsys: 3090265
- Biblioteca Nacional de España: XX832729
- Bibliothèque nationale de France: cb11899334v (data)
- Author citation (botany): Deleuze
- Catàleg d'autoritats de noms i títols de Catalunya: 981058511121506706
- CiNii: DA04736894
- Gemeinsame Normdatei: 117631523
- International Standard Name Identifier: 0000 0001 1065 3601
- Library of Congress Control Number: n81144363
- Nationale Bibliotheek van Tsjechië: mzk2009528373
- Nationale bibliotheek van Australië: 35827402
- Nationale Bibliotheek van Israël: 987007405349205171
- Nationale Bibliotheek van Polen: a0000001055254
- Nederlandse Thesaurus van Auteursnamen: 070493758
- Réseau des bibliothèques de Suisse occidentale: 02-A003166365
- Istituto Centrale per il Catalogo Unico: LO1V252882
- LIBRIS: 266408
- Système universitaire de documentation: 026820587
- Trove: 1105699
- Virtual International Authority File: 61544665
- WorldCat: E39PBJpPH4fw64BVJCdjXb4pfq